# Liste antiker Ortsnamen und geographischer Bezeichnungen/Ud
| Lateinischer Name | Griechischer Name | Beschreibung       | Heute            | Quellen und Verweise | Lage |
| ----------------- | ----------------- | ------------------ | ---------------- | -------------------- | ---- |
| Udae              |                   |                    |                  | Smith;               |      |
| Udon              | Οὔδων (Oudōn)     | Fluss in Sarmatien | Kuma in Russland | Smith;               |      |
| Uduba             |                   |                    |                  | Smith;               |      |
| Udura             |                   |                    |                  | Smith;               |      |